# (I call them) Lies
(I call them) Lies is een nummer dat werd geschreven door Michael Martin Murphey (Travis Lewis) en Boomer Castleman (Boomer Clarke). Het werd in 1967 uitgebracht door The Lewis & Clarke Expedition op hun elpee The Lewis & Clarke Expedition (ook Earth, air, fire and water).
In Nederland werd het nummer gecoverd door The Cats die het onder de titel Lies uitbrachten op hun tweede elpee Cats. Op deze elpee verscheen nog een nummer van The Lewis & Clarke Expedition, namelijk I feel good (I feel bad). The Cats brachten Lies nog tien maal uit op een verzamelalbum, waaronder op de dubbelelpee Live uit 1984.